# ألبرتو نونيز فيجو
ألبرتو نونيز فيجو (مواليد 10 سبتمبر 1961) هو سياسي إسباني، يشغل منصب رئيس الحزب الشعبي منذ أبريل 2022.